# Astrid Øyre Slind
Astrid Øyre Slind (* 9. Februar 1988) ist eine norwegische Skilangläuferin.

## Werdegang
Slind gab ihr Debüt im Skilanglauf-Weltcup im März 2008 am Holmenkollen in Oslo über 30 km Freistil, das sie auf Rang 44 beendete. Bei ihrem nächsten Weltcup-Einsatz im Dezember 2008 über 10 km klassisch in Davos erreichte sie mit Platz 22 erstmals Weltcuppunkte und erzielte im selben Monat mit Rang acht über 15 km Freistil im Lygna Skisenter ihre erste Top-10-Platzierung im Scandinavian Cup.
Im Januar 2009 stieß sie im Scandinavian Cup mit Platz fünf über 10 km klassisch in Keuruu erstmals in die Top 5 vor. Im Anschluss gewann sie bei den U23-Weltmeisterschaften 2009 in Praz de Lys Sommand die Silbermedaille im Skiathlon. Bei einer ebenfalls als Skiathlon ausgetragenen Etappe des Weltcup-Finals im März 2009 in Falun kam Slind auf den 20. Platz und beendete das Etappenrennen als Gesamt-25. – ihr bestes Ergebnis in einem Weltcup-Einzelrennen.
Im Dezember 2009 gewann Slind in Vuokatti über 10 km Freistil ihr einziges Rennen im Scandinavian Cup. Bei den U23-Weltmeisterschaften 2010 in Hinterzarten wurde Slind Weltmeisterin im Skiathlon. Weitere Podestplatzierungen im Scandinavian Cup gelangen ihr in Folge noch mit jeweils Rang drei über 10 km klassisch und im 10-km-Freistil-Verfolgungsrennen in Keuruu im Februar 2011 sowie in den 15-km-Freistil-Massenstartrennen in Madona im Februar 2012 und in Inari im Februar 2013; zudem konnte sie im November 2011 über 10 km Freistil in Sjusjøen noch einmal Platz 25 bei einem Weltcuprennen erreichen.
In der Gesamtwertung des Scandinavian Cups belegte sie am Ende der Saison 2008/09 Platz acht, 2010/11 wurde Slind Dritte, 2011/12 Vierte und 2012/13 Fünfte der Gesamtwertung.
Im März 2013 siegte sie beim Flyktningerennet über 40 km klassisch und im April 2015 beim Svalbard skimaraton über 42 km klassisch. In der Saison 2016/17 wurde sie beim Toblach–Cortina, beim Isergebirgslauf und beim Reistadløpet jeweils Dritte und beim Kaiser-Maximilian-Lauf und beim Wasalauf jeweils Zweite und belegte damit den dritten Platz in der Ski Classics-Gesamtwertung. Im April 2018 gewann sie den Ylläs–Levi.
Nach Platz eins über 10 km Freistil beim Scandinavian-Cup in Östersund zu Beginn der Saison 2018/19, errang Slind beim Ski Classics Prolog in Livigno über 28 km klassisch, beim Kaiser-Maximilian-Lauf und beim Engadin Skimarathon jeweils den zweiten Platz. Beim Marcialonga und beim Birkebeinerrennet wurde sie Dritte. Im April 2019 siegte sie beim Reistadløpet und beim Ylläs–Levi und erreichte damit den zweiten Platz in der Ski Classics-Gesamtwertung. In der Saison 2019/20 gewann sie den La Venosta und den La Diagonela. Zudem wurde sie beim Kaiser-Maximilian-Lauf Dritte und beim Marcialonga Zweite und errang damit den fünften Platz in der Gesamtwertung der Ski Classics. In der Saison 2021/22 errang sie mit Siegen beim Wasalauf, Birkebeinerrennet und Årefjällsloppet den dritten Platz in der Gesamtwertung der Ski Classics.

## Privates
Ihre Schwestern Silje Øyre Slind und Kari Øyre Slind sind ebenfalls Skilangläuferinnen. Sie gewannen als Staffel mehrfach Gold bei den norwegischen Meisterschaften.

## Erfolge

### Siege bei Weltcuprennen

#### Weltcupsiege im Einzel
| Nr. | Datum             | Ort     | Disziplin                       |
| --- | ----------------- | ------- | ------------------------------- |
| 1.  | 15. Dezember 2024 | Davos   | 20 km klassisch Individualstart |
| 2.  | 26. Januar 2025   | Engadin | 20 km Freistil Massenstart      |

#### Etappensiege bei Weltcuprennen
| Nr. | Datum             | Ort     | Disziplin                      | Rennen              |
| --- | ----------------- | ------- | ------------------------------ | ------------------- |
| 1.  | 31. Dezember 2024 | Toblach | 20 km Freistil Individualstart | Tour de Ski 2024/25 |
| 2.  | 1. Januar 2025    | Toblach | 15 km Verfolgung klassisch 1   | Tour de Ski 2024/25 |

### Siege bei Continental-Cup-Rennen
| Nr. | Datum             | Ort       | Disziplin                      | Serie            |
| --- | ----------------- | --------- | ------------------------------ | ---------------- |
| 1.  | 20. Dezember 2009 | Vuokatti  | 10 km Freistil Individualstart | Scandinavian Cup |
| 2.  | 16. Dezember 2018 | Östersund | 10 km Freistil Individualstart | Scandinavian Cup |

### Siege bei Ski-Classics-Rennen
| Nr. | Datum             | Ort              | Rennen                          | Disziplin                    |
| --- | ----------------- | ---------------- | ------------------------------- | ---------------------------- |
| 1.  | 14. April 2018    | Äkäslompolo-Levi | Ylläs–Levi                      | 70 km klassisch Massenstart  |
| 2.  | 6. April 2019     | Bardufoss        | Reistadløpet                    | 50 km klassisch Massenstart  |
| 3.  | 13. April 2019    | Äkäslompolo-Levi | Ylläs–Levi                      | 70 km klassisch Massenstart  |
| 4.  | 14. Dezember 2019 | Vinschgau        | La Venosta                      | 40 km klassisch Massenstart  |
| 5.  | 18. Januar 2020   | Zuoz             | La Diagonela                    | 62 km klassisch Massenstart  |
| 6.  | 19. Dezember 2021 | Orsa             | Prolog                          | 33 km klassisch Massenstart  |
| 7.  | 6. März 2022      | Sälen–Mora       | Wasalauf                        | 90 km klassisch Massenstart  |
| 8.  | 19. März 2022     | Rena–Lillehammer | Birkebeinerrennet               | 54 km klassisch Massenstart  |
| 9.  | 26. März 2022     | Vålådalen–Åre    | Årefjällsloppet                 | 100 km klassisch Massenstart |
| 10. | 15. Januar 2023   | Niederdorf       | Prato Piazza Mountain Challenge | 32 km klassisch Massenstart  |
| 11. | 21. Januar 2023   | Zuoz             | La Diagonela                    | 48 km klassisch Massenstart  |
| 12. | 18. März 2023     | Rena–Lillehammer | Birkebeinerrennet               | 54 km klassisch Massenstart  |
| 13. | 1. April 2023     | Bardufoss        | Reistadløpet                    | 40 km klassisch Massenstart  |
| 14. | 2. April 2023     | Bardufoss        | Summit 2 Senja                  | 67 km klassisch Massenstart  |
| 15. | 6. April 2024     | Bardufoss        | Reistadløpet                    | 50 km klassisch Massenstart  |

### Medaillen bei nationalen Meisterschaften
- 2010: Bronze im Teamsprint
- 2013: Bronze mit der Staffel, Bronze im Teamsprint
- 2014: Silber mit der Staffel
- 2015: Gold mit der Staffel
- 2019: Gold mit der Staffel
- 2024: Gold mit der Staffel, Bronze über 30 km

## Teilnahmen an Weltmeisterschaften und Olympischen Winterspielen

### Nordische Skiweltmeisterschaften
| Jahr und Ort   | Wettbewerb | Wettbewerb | Wettbewerb   | Wettbewerb | Wettbewerb | Wettbewerb |
| Jahr und Ort   | 10 km      | Skiathlon  | 30 / 50 km 2 | Sprint     | Staffel    | Teamsprint |
| -------------- | ---------- | ---------- | ------------ | ---------- | ---------- | ---------- |
| 2023 Planica   | –          | 3.         | 10.          | –          | 1.         | –          |
| 2025 Trondheim | 6.         | 8.         | 10.          | –          | 2.         | –          |

## Statistik

### Weltcup-Platzierungen
Die Tabelle zeigt die erreichten Platzierungen im Einzelnen.
- 1.–3. Platz: Anzahl der Podiumsplatzierungen
- Top 10: Anzahl der Platzierungen unter den ersten zehn
- Punkteränge: Anzahl der Platzierungen innerhalb der Punkteränge
- Starts: Anzahl gelaufener Rennen in der jeweiligen Disziplin
- Hinweis: Bei den Distanzrennen erfolgt die Einordnung gemäß FIS.

| Platzierung               | Distanzrennen a | Distanzrennen a | Distanzrennen a | Distanzrennen a | Distanzrennen a | Skiathlon Verfolgung | Sprint | Etappen- rennen b | Gesamt | Team   | Team    |
| Platzierung               | ≤ 5 km          | ≤ 10 km         | ≤ 15 km         | ≤ 30 km         | > 30 km         | Skiathlon Verfolgung | Sprint | Etappen- rennen b | Gesamt | Sprint | Staffel |
| ------------------------- | --------------- | --------------- | --------------- | --------------- | --------------- | -------------------- | ------ | ----------------- | ------ | ------ | ------- |
| 1. Platz                  |                 |                 |                 | 3               |                 | 1                    |        |                   | 4      |        |         |
| 2. Platz                  |                 | 2               |                 | 1               | 2               |                      |        | 1                 | 6      | 1      |         |
| 3. Platz                  |                 | 3               | 1               | 1               |                 | 1                    |        |                   | 6      |        |         |
| Top 10                    |                 | 9               | 3               | 8               | 3               | 6                    | 1      | 2                 | 32     | 1      | 1       |
| Punkteränge               |                 | 19              | 3               | 13              | 3               | 11                   | 5      | 3                 | 57     | 1      | 1       |
| Starts                    | 2               | 21              | 3               | 17              | 3               | 13                   | 12     | 3                 | 74     | 1      | 1       |
| Stand: Saisonende 2024/25 |                 |                 |                 |                 |                 |                      |        |                   |        |        |         |

### Weltcupwertungen
| Saison  | Gesamt | Gesamt | Distanz | Distanz | Sprint | Sprint |
| Saison  | Punkte | Platz  | Punkte  | Platz   | Punkte | Platz  |
| ------- | ------ | ------ | ------- | ------- | ------ | ------ |
| 2008/09 | 42     | 66.    | 30      | 42.     | -      | -      |
| 2010/11 | 4      | 114.   | 4       | 82.     | -      | -      |
| 2011/12 | 9      | 90.    | 9       | 70.     | -      | -      |
| 2022/23 | 727    | 27.    | 483     | 16.     | 28     | 83.    |
| 2023/24 | 968    | 19.    | 928     | 11.     | 40     | 71.    |
| 2024/25 | 1682   | 4.     | 1382    | 2.      | 15     | 95.    |